# Mateusz Głowiński
Mateusz Głowiński (* 12. Januar 2006) ist ein polnischer Fußballspieler. Er spielt als Mittelstürmer für den polnischen Erstligisten Korona Kielce.

## Karriere

### Verein
Mateusz Głowiński durchlief die Jugendakademien mehrerer Vereine, darunter Raków Częstochowa. Am 10. Juli 2025 wechselte er zu Korona Kielce. Sein Vertrag läuft bis zum 30. Juni 2027. Seine Hauptposition ist die des Mittelstürmers. Sein Profidebüt für die erste Mannschaft gab er in der Saison 2025/26 am ersten Spieltag, als er bei der 0:2-Niederlage gegen Wisła Płock für 12 Minuten auf dem Platz stand.

### Nationalmannschaft
Głowiński ist polnischer Junioren-Nationalspieler. Im Mai 2021 wurde er erstmals in den Kader der polnischen U-15-Nationalmannschaft berufen. Es folgten weitere Einladungen zu Lehrgängen der U-16-Auswahl im September 2021 und März 2022. Zuletzt wurde er im August 2022 für eine Konsultation der polnischen U-17-Nationalmannschaft nominiert.